# Tournoi de tennis de Rome
Le tournoi de Rome, ou Internationaux d'Italie ou Masters de Rome, est un tournoi professionnel de tennis masculin du circuit ATP et féminin du circuit WTA.
La première édition remonte à 1930, devenant open en 1969. Depuis 2009, le tournoi fait partie des Masters 1000 masculins et des WTA 1000 féminins, catégories des tournois les plus prestigieux après ceux du Grand Chelem.
L'épreuve est organisée chaque année à Rome, à la mi-mai, sur terre battue et en extérieur. Il se joue la semaine qui suit le tournoi de Madrid et les meilleurs joueurs s'y présentent souvent, soucieux de parfaire leur préparation à quelques semaines de Roland-Garros.
Le record de victoires en simple est détenu chez les hommes par Rafael Nadal avec dix titres et chez les femmes par Chris Evert avec cinq succès. Conchita Martínez s'est imposée quatre fois consécutivement entre 1993 et 1996.

## Format

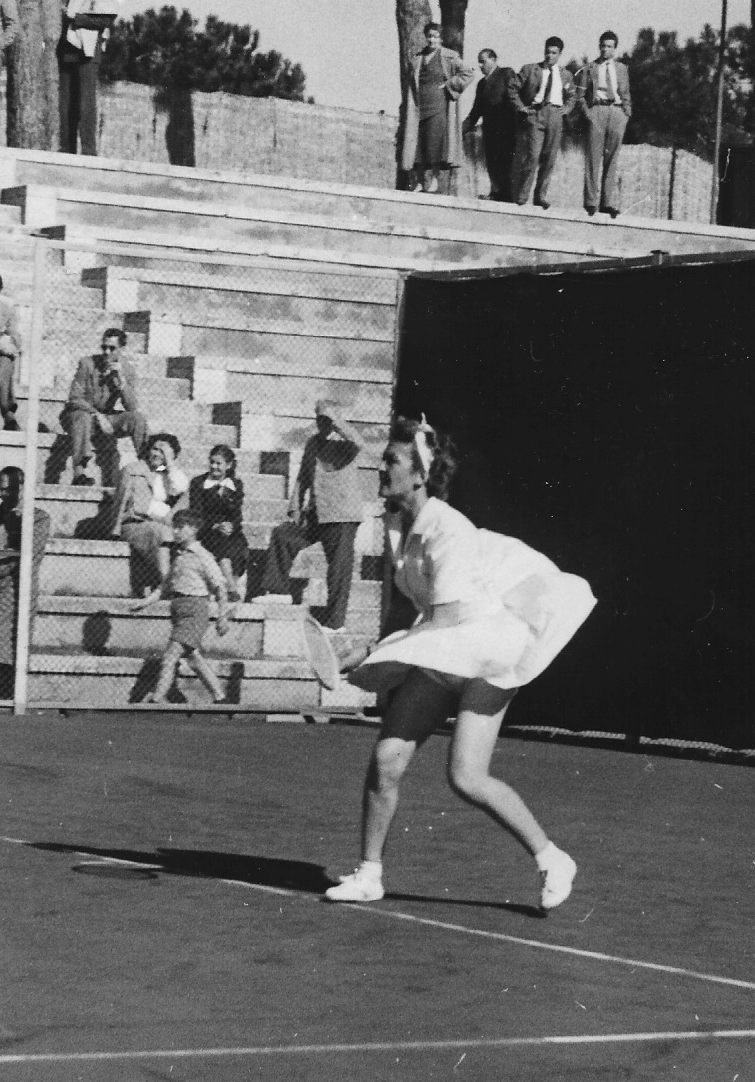
Annelies Bossi lors de l'édition de 1950.

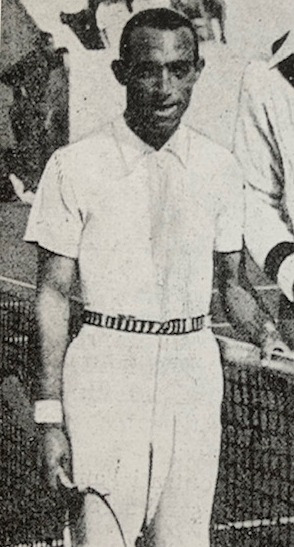
Giovanni Palmieri, 5e vainqueur du Masters de Rome

Le tournoi oppose 96 joueurs dans un tableau à élimination directe comprenant sept tours. Parmi les 96 joueurs, il y a 32 têtes de série qui sont exemptées de premier tour (on parle de bye). En outre, cinq joueurs participent au tournoi après avoir reçu une invitation (ou wild card). Enfin, un tableau de qualification permet à 12 joueurs d'intégrer le tableau principal.
Les matchs se jouent au meilleur des trois manches avec tie-break dans chacune des manches. Jusqu'en 2006 inclus, la finale se jouait au meilleur des cinq manches. Le Masters de Rome est le seul Masters 1000 avec celui de Monte-Carlo à ne pas utiliser le Hawk-Eye, le système vidéo permettant de déterminer si la balle a rebondi ou non au sein des limites du terrain. Se déroulant sur terre battue, la balle laisse une trace sur la terre à son point d'impact, ce qui permet aux joueurs de demander à l'arbitre de chaise de vérifier la trace et de déterminer si la balle est ou non faute.
En ce qui concerne le tournoi de double, il oppose 32 équipes dans un tableau à élimination directe en cinq tours. Parmi ces équipes, les huit mieux classées sont têtes de série. Deux ou trois équipes sont invitées par l'organisation et il n'y a pas de tableau de qualification. Les matchs se jouent au meilleur des trois manches avec tie-break dans chacune des manches. Depuis 2006, la troisième manche est remplacée par un super tie-break.
À partir de 2023, les calendriers ATP et WTA programment le tournoi de Rome sur deux semaines comme Indian Wells, Miami et Madrid.

## Surface et courts
Depuis sa création, le Masters de Rome se joue sur terre battue, une surface lente au rebond haut qui favorise les longs échanges de fond du court et le jeu défensif. Le tournoi se déroule au sein du Foro Italico qui comprend le Center Court (10 500 places), le Grand Stand Arena (5 500 places), le Nicola Pietrangeli Stadium (4 000 places) ainsi que 11 courts annexes d'une capacité totale de 6 000 places.
Construit à l’occasion des Jeux Olympiques de Rome 1960, le Foro Italico demeure encore aujourd’hui l’une des places fortes du sport italien et fait du tournoi italien l’un des tournois les plus chauds du calendrier.

## Champions les plus titrés
En simple
- 10 titres : Rafael Nadal
- 6 titres : Novak Djokovic

En double
- 6 titres : Neale Fraser
- 4 titres : Jaroslav Drobný, Roy Emerson, John Newcombe, Brian Gottfried, Raúl Ramírez, Daniel Nestor, Bob Bryan, Mike Bryan

## Championnes les plus titrées
En simple
- 5 titres : Chris Evert
- 4 titres : Serena Williams, Gabriela Sabatini, Conchita Martínez

En double
- 4 titres : Virginia Wade

## Palmarès messieurs

### Simple
| No       | Date       | Nom et lieu du tournoi            | Catégorie              | Dotation       | Surface        | Vainqueur           | Finaliste              | Score                      |                |
| -------- | ---------- | --------------------------------- | ---------------------- | -------------- | -------------- | ------------------- | ---------------------- | -------------------------- | -------------- |
| 1        | 1930       | Internationaux d'Italie, Rome     |                        | NC $           | Terre (ext.)   | Bill Tilden         | Umberto de Morpurgo    | 6-1, 6-1, 6-2              |                |
| 2        | 1931       | Internationaux d'Italie, Rome     |                        | NC $           | Terre (ext.)   | Patrick Hughes      | Henri Cochet           | 6-4, 6-3, 6-2              |                |
| 3        | 1932       | Internationaux d'Italie, Rome     |                        | NC $           | Terre (ext.)   | André Merlin        | Patrick Hughes         | 6-1, 5-7, 6-0, 8-6         |                |
| 4        | 1933       | Internationaux d'Italie, Rome     |                        | NC $           | Terre (ext.)   | Emanuele Sertorio   | André Martin-Legeay    | 6-3, 6-1, 6-3              |                |
| 5        | 1934       | Internationaux d'Italie, Rome     |                        | NC $           | Terre (ext.)   | Giovanni Palmieri   | Giorgio De Stefani     | 6-3, 6-0, 7-5              |                |
| 6        | 1935       | Internationaux d'Italie, Rome     |                        | NC $           | Terre (ext.)   | Wilmer Hines        | Giovanni Palmieri      | 6-3, 10-8, 9-7             |                |
|          | 1936-1949  | Pas de tournoi                    | Pas de tournoi         | Pas de tournoi | Pas de tournoi | Pas de tournoi      | Pas de tournoi         | Pas de tournoi             | Pas de tournoi |
| 7        | 1950       | Internationaux d'Italie, Rome     |                        | NC $           | Terre (ext.)   | Jaroslav Drobný     | Bill Talbert           | 6-4, 6-3, 7-9, 6-2         |                |
| 8        | 1951       | Internationaux d'Italie, Rome     |                        | NC $           | Terre (ext.)   | Jaroslav Drobný     | Gianni Cucelli         | 6-1, 10-8, 6-0             |                |
| 9        | 1952       | Internationaux d'Italie, Rome     |                        | NC $           | Terre (ext.)   | Frank Sedgman       | Jaroslav Drobný        | 7-5, 6-3, 1-6, 6-4         |                |
| 10       | 1953       | Internationaux d'Italie, Rome     |                        | NC $           | Terre (ext.)   | Jaroslav Drobný     | Lew Hoad               | 6-2, 6-1, 6-2              |                |
| 11       | 1954       | Internationaux d'Italie, Rome     |                        | NC $           | Terre (ext.)   | Budge Patty         | Enrique Morea          | 11-9, 6-4, 6-4             |                |
| 12       | 1955       | Internationaux d'Italie, Rome     |                        | NC $           | Terre (ext.)   | Fausto Gardini      | Giuseppe Merlo         | 1-6, 6-1, 3-6, 6-6, ab.    |                |
| 13       | 1956       | Internationaux d'Italie, Rome     |                        | NC $           | Terre (ext.)   | Lew Hoad            | Sven Davidson          | 7-5, 6-2, 6-0              |                |
| 14       | 1957       | Internationaux d'Italie, Rome     |                        | NC $           | Terre (ext.)   | Nicola Pietrangeli  | Giuseppe Merlo         | 8-6, 6-2, 6-4              |                |
| 15       | 1958       | Internationaux d'Italie, Rome     |                        | NC $           | Terre (ext.)   | Mervyn Rose         | Nicola Pietrangeli     | 5-7, 8-6, 6-4, 1-6, 6-2    |                |
| 16       | 1959       | Internationaux d'Italie, Rome     |                        | NC $           | Terre (ext.)   | Luis Ayala          | Neale Fraser           | 6-3, 3-6, 6-3, 6-3         |                |
| 17       | 1960       | Internationaux d'Italie, Rome     |                        | NC $           | Terre (ext.)   | Barry MacKay        | Luis Ayala             | 7-5, 7-5, 0-6, 0-6, 6-1    |                |
| 18       | 1961       | Internationaux d'Italie, Rome     |                        | NC $           | Terre (ext.)   | Nicola Pietrangeli  | Rod Laver              | 6-8, 6-1, 6-1, 6-2         |                |
| 19       | 1962       | Internationaux d'Italie, Rome     |                        | NC $           | Terre (ext.)   | Rod Laver           | Roy Emerson            | 6-2, 1-6, 3-6, 6-3, 6-1    |                |
| 20       | 1963       | Internationaux d'Italie, Rome     |                        | NC $           | Terre (ext.)   | Martin Mulligan     | Boro Jovanović         | 6-2, 4-6, 6-3, 8-6         |                |
| 21       | 1964       | Internationaux d'Italie, Rome     |                        | NC $           | Terre (ext.)   | Jan-Erik Lundqvist  | Fred Stolle            | 1-6, 7-5, 6-3, 6-1         |                |
| 22       | 1965       | Internationaux d'Italie, Rome     |                        | NC $           | Terre (ext.)   | Martin Mulligan     | Manuel Santana         | 1-6, 6-4, 6-3, 6-1         |                |
| 23       | 1966       | Internationaux d'Italie, Rome     |                        | NC $           | Terre (ext.)   | Tony Roche          | Nicola Pietrangeli     | 11-9, 6-1, 6-3             |                |
| 24       | 1967       | Internationaux d'Italie, Rome     |                        | NC $           | Terre (ext.)   | Martin Mulligan     | Tony Roche             | 6-3, 0-6, 6-4, 6-1         |                |
| Ère Open |            |                                   |                        |                |                |                     |                        |                            |                |
| 25       | 1968       | Internationaux d'Italie, Rome     |                        | NC $           | Terre (ext.)   | Tom Okker           | Bob Hewitt             | 10-8, 6-8, 6-1, 1-6, 6-0   |                |
| 26       | 19-05-1969 | Italian Open, Rome                |                        | 14 900 $       | Terre (ext.)   | John Newcombe       | Tony Roche             | 6-3, 4-6, 6-2, 5-7, 6-3    |                |
| 27       | 18-05-1970 | Italian Open, Rome                | Championship Series    | 14 900 $       | Terre (ext.)   | Ilie Năstase        | Jan Kodeš              | 6-3, 1-6, 6-3, 8-6         |                |
| 28       | 10-05-1971 | Italian Open, Rome                | Championship Series    | 35 400 $       | Terre (ext.)   | Rod Laver           | Jan Kodeš              | 7-5, 6-3, 6-3              |                |
| 29       | 24-04-1972 | Italian Open, Rome                | Championship Series    | 56 000 $       | Terre (ext.)   | Manuel Orantes      | Jan Kodeš              | 4-6, 6-1, 7-5, 6-2         |                |
| 30       | 04-06-1973 | Italian Open, Rome                | Championship Series    | 101 600 $      | Terre (ext.)   | Ilie Năstase        | Manuel Orantes         | 6-1, 6-1, 6-1              |                |
| 31       | 27-05-1974 | Italian Open, Rome                | Championship Series    | 90 000 $       | Terre (ext.)   | Björn Borg          | Ilie Năstase           | 6-3, 6-4, 6-2              |                |
| 32       | 26-05-1975 | Italian Open, Rome                | Championship Series    | 90 000 $       | Terre (ext.)   | Raúl Ramírez        | Manuel Orantes         | 7-6, 7-5, 7-5              |                |
|          | 16-02-1976 | Rome WCT, Rome                    |                        | 60 000 $       | Terre (ext.)   | Arthur Ashe         | Robert Lutz            | 6-2, 0-6, 6-3              |                |
| 33       | 24-05-1976 | Italian Open, Rome                | Championship Series    | 131 500 $      | Terre (ext.)   | Adriano Panatta     | Guillermo Vilas        | 2-6, 7-6, 6-2, 7-6         |                |
| 34       | 16-05-1977 | Italian Open, Rome                | Championship Series    | 131 250 $      | Terre (ext.)   | Vitas Gerulaitis    | Antonio Zugarelli      | 6-2, 7-6, 3-6, 7-6         |                |
| 35       | 22-05-1978 | Italian Open, Rome                | Championship Series    | 148 640 $      | Terre (ext.)   | Björn Borg          | Adriano Panatta        | 1-6, 6-3, 6-1, 4-6, 6-3    |                |
| 36       | 21-05-1979 | Italian Open, Rome                | Championship Series    | 175 000 $      | Terre (ext.)   | Vitas Gerulaitis    | Guillermo Vilas        | 6-7, 7-6, 6-7, 6-4, 6-2    |                |
| 37       | 19-05-1980 | Italian Open, Rome                | Championship Series    | 175 000 $      | Terre (ext.)   | Guillermo Vilas     | Yannick Noah           | 6-0, 6-4, 6-4              |                |
| 38       | 18-05-1981 | Italian Open, Rome                | Championship Series    | 200 000 $      | Terre (ext.)   | José Luis Clerc     | Víctor Pecci           | 6-3, 6-4, 6-0              |                |
| 39       | 17-05-1982 | Italian Open, Rome                | Championship Series    | 300 000 $      | Terre (ext.)   | Andrés Gómez        | Eliot Teltscher        | 6-2, 6-3, 6-2              |                |
| 40       | 16-05-1983 | Italian Open, Rome                | Championship Series    | 300 000 $      | Terre (ext.)   | Jimmy Arias         | José Higueras          | 6-2, 6-7, 6-1, 6-4         |                |
| 41       | 14-05-1984 | Italian Open, Rome                | Championship Series    | 300 000 $      | Terre (ext.)   | Andrés Gómez        | Aaron Krickstein       | 2-6, 6-1, 6-2, 6-2         |                |
| 42       | 13-05-1985 | Italian Open, Rome                | Championship Series    | 350 000 $      | Terre (ext.)   | Yannick Noah        | Miloslav Mečíř         | 6-3, 3-6, 6-2, 7-6         |                |
| 43       | 12-05-1986 | Italian Open, Rome                | Championship Series    | 350 000 $      | Terre (ext.)   | Ivan Lendl          | Emilio Sánchez         | 7-5, 4-6, 6-1, 6-1         |                |
| 44       | 11-05-1987 | Italian Open, Rome                | Championship Series    | 400 000 $      | Terre (ext.)   | Mats Wilander       | Martín Jaite           | 6-3, 6-4, 6-4              | Tableau        |
| 45       | 09-05-1988 | Italian Open, Rome                | Championship Series    | 595 000 $      | Terre (ext.)   | Ivan Lendl          | Guillermo Pérez Roldán | 2-6, 6-4, 6-2, 4-6, 6-4    |                |
| 46       | 15-05-1989 | Italian Open, Rome                | Championship Series    | 807 500 $      | Terre (ext.)   | Alberto Mancini     | Andre Agassi           | 6-3, 4-6, 2-6, 7-6, 6-1    |                |
| 47       | 14-05-1990 | Italian Open, Rome                | Championship Series SW | 1 005 000 $    | Terre (ext.)   | Thomas Muster       | Andrei Chesnokov       | 6-1, 6-3, 6-1              |                |
| 48       | 13-05-1991 | Italian Open, Rome                | Championship Series SW | 1 002 000 $    | Terre (ext.)   | Emilio Sánchez      | Alberto Mancini        | 6-3, 6-1, 3-0, ab.         |                |
| 49       | 11-05-1992 | Italian Open, Rome                | Championship Series SW | 1 125 000 $    | Terre (ext.)   | Jim Courier         | Carlos Costa           | 7-6, 6-0, 6-4              |                |
| 50       | 10-05-1993 | Italian Open, Rome                | Super 9                | 1 500 000 $    | Terre (ext.)   | Jim Courier         | Goran Ivanišević       | 6-1, 6-2, 6-2              |                |
| 51       | 09-05-1994 | Italian Open, Rome                | Super 9                | 1 750 000 $    | Terre (ext.)   | Pete Sampras        | Boris Becker           | 6-1, 6-2, 6-2              |                |
| 52       | 15-05-1995 | Italian Open, Rome                | Super 9                | 1 750 000 $    | Terre (ext.)   | Thomas Muster       | Sergi Bruguera         | 3-6, 7-6, 6-2, 6-3         |                |
| 53       | 13-05-1996 | Italian Open, Rome                | Super 9                | 1 950 000 $    | Terre (ext.)   | Thomas Muster       | Richard Krajicek       | 6-2, 6-4, 3-6, 6-3         |                |
| 54       | 12-05-1997 | Italian Open, Rome                | Super 9                | 2 050 000 $    | Terre (ext.)   | Àlex Corretja       | Marcelo Ríos           | 7-5, 7-5, 6-3              |                |
| 55       | 11-05-1998 | Italian Open, Rome                | Super 9                | 2 200 000 $    | Terre (ext.)   | Marcelo Ríos        | Albert Costa           | Forfait                    | Tableau        |
| 56       | 10-05-1999 | Italian Open, Rome                | Super 9                | 2 200 000 $    | Terre (ext.)   | Gustavo Kuerten     | Patrick Rafter         | 6-4, 7-5, 7-6              | Tableau        |
| 57       | 08-05-2000 | Italian Open, Rome                | Masters Series         | 2 450 000 $    | Terre (ext.)   | Magnus Norman       | Gustavo Kuerten        | 6-3, 4-6, 6-4, 6-4         | Tableau        |
| 58       | 07-05-2001 | Tennis Masters Series Roma, Rome  | Masters Series         | 2 450 000 $    | Terre (ext.)   | Juan Carlos Ferrero | Gustavo Kuerten        | 3-6, 6-1, 2-6, 6-4, 6-2    | Tableau        |
| 59       | 06-05-2002 | Tennis Masters Roma, Rome         | Masters Series         | 2 328 000 $    | Terre (ext.)   | Andre Agassi        | Tommy Haas             | 6-3, 6-3, 6-0              | Tableau        |
| 60       | 05-05-2003 | Telecom Italia Masters, Rome      | Masters Series         | 2 200 000 $    | Terre (ext.)   | Félix Mantilla      | Roger Federer          | 7-5, 6-2, 7-68             | Tableau        |
| 61       | 03-05-2004 | Telecom Italia Masters, Rome      | Masters Series         | 2 200 000 $    | Terre (ext.)   | Carlos Moyà         | David Nalbandian       | 6-3, 6-3, 6-1              | Tableau        |
| 62       | 02-05-2005 | Telecom Italia Masters, Rome      | Masters Series         | 2 200 000 $    | Terre (ext.)   | Rafael Nadal        | Guillermo Coria        | 6-4, 3-6, 6-3, 4-6, 7-66   | Tableau        |
| 63       | 08-05-2006 | Internazionali d'Italia, Rome     | Masters Series         | 2 200 000 $    | Terre (ext.)   | Rafael Nadal        | Roger Federer          | 60-7, 7-65, 6-4, 2-6, 7-65 | Tableau        |
| 64       | 07-05-2007 | Internazionali BNL d'Italia, Rome | Masters Series         | 2 200 000 $    | Terre (ext.)   | Rafael Nadal        | Fernando González      | 6-2, 6-2                   | Tableau        |
| 65       | 05-05-2008 | Internazionali BNL d'Italia, Rome | Masters Series         | 2 057 000 €    | Terre (ext.)   | Novak Djokovic      | Stanislas Wawrinka     | 4-6, 6-3, 6-3              | Tableau        |
| 66       | 27-04-2009 | Internazionali BNL d'Italia, Rome | Masters 1000           | 2 227 500 €    | Terre (ext.)   | Rafael Nadal        | Novak Djokovic         | 7-62, 6-2                  | Tableau        |
| 67       | 26-04-2010 | Internazionali BNL d'Italia, Rome | Masters 1000           | 2 227 500 €    | Terre (ext.)   | Rafael Nadal        | David Ferrer           | 7-5, 6-2                   | Tableau        |
| 68       | 09-05-2011 | Internazionali BNL d'Italia, Rome | Masters 1000           | 2 227 500 €    | Terre (ext.)   | Novak Djokovic      | Rafael Nadal           | 6-4, 6-4                   | Tableau        |
| 69       | 14-05-2012 | Internazionali BNL d'Italia, Rome | Masters 1000           | 2 427 975 €    | Terre (ext.)   | Rafael Nadal        | Novak Djokovic         | 7-5, 6-3                   | Tableau        |
| 70       | 13-05-2013 | Internazionali BNL d'Italia, Rome | Masters 1000           | 2 646 495 €    | Terre (ext.)   | Rafael Nadal        | Roger Federer          | 6-1, 6-3                   | Tableau        |
| 71       | 12-05-2014 | Internazionali BNL d'Italia, Rome | Masters 1000           | 2 884 675 €    | Terre (ext.)   | Novak Djokovic      | Rafael Nadal           | 4-6, 6-3, 6-3              | Tableau        |
| 72       | 10-05-2015 | Internazionali BNL d'Italia, Rome | Masters 1000           | 3 288 530 €    | Terre (ext.)   | Novak Djokovic      | Roger Federer          | 6-4, 6-3                   | Tableau        |
| 73       | 09-05-2016 | Internazionali BNL d'Italia, Rome | Masters 1000           | 3 748 925 €    | Terre (ext.)   | Andy Murray         | Novak Djokovic         | 6-3, 6-3                   | Tableau        |
| 74       | 14-05-2017 | Internazionali BNL d'Italia, Rome | Masters 1000           | 4 273 775 €    | Terre (ext.)   | Alexander Zverev    | Novak Djokovic         | 6-4, 6-3                   | Tableau        |
| 75       | 13-05-2018 | Internazionali BNL d'Italia, Rome | Masters 1000           | 4 872 105 €    | Terre (ext.)   | Rafael Nadal        | Alexander Zverev       | 6-1, 1-6, 6-3              | Tableau        |
| 76       | 12-05-2019 | Internazionali BNL d'Italia, Rome | Masters 1000           | 5 207 405 €    | Terre (ext.)   | Rafael Nadal        | Novak Djokovic         | 6-0, 4-6, 6-1              | Tableau        |
| 77       | 14-09-2020 | Internazionali BNL d'Italia, Rome | Masters 1000           | 3 465 045 €    | Terre (ext.)   | Novak Djokovic      | Diego Schwartzman      | 7-5, 6-3                   | Tableau        |
| 78       | 09-05-2021 | Internazionali BNL d'Italia, Rome | Masters 1000           | 2 082 960 €    | Terre (ext.)   | Rafael Nadal        | Novak Djokovic         | 7-5, 1-6, 6-3              | Tableau        |
| 79       | 08-05-2022 | Internazionali BNL d'Italia, Rome | Masters 1000           | 5 415 410 €    | Terre (ext.)   | Novak Djokovic      | Stéfanos Tsitsipás     | 6-0, 7-65                  | Tableau        |
| 80       | 10-05-2023 | Internazionali BNL d'Italia, Rome | Masters 1000           | 7 705 780 €    | Terre (ext.)   | Daniil Medvedev     | Holger Rune            | 7-5, 7-5                   | Tableau        |
| 81       | 08-05-2024 | Internazionali BNL d'Italia, Rome | Masters 1000           | 7 877 020 €    | Terre (ext.)   | Alexander Zverev    | Nicolás Jarry          | 6-4, 7-5                   | Tableau        |
| 82       | 07-05-2025 | Internazionali BNL d'Italia, Rome | Masters 1000           | 8 055 385 €    | Terre (ext.)   | Carlos Alcaraz      | Jannik Sinner          | 7-65, 6-1                  | Tableau        |

### Double
| No       | Date       | Nom et lieu du tournoi            | Catégorie              | Dotation       | Surface        | Vainqueurs                          | Finalistes                          | Score                        |                |
| -------- | ---------- | --------------------------------- | ---------------------- | -------------- | -------------- | ----------------------------------- | ----------------------------------- | ---------------------------- | -------------- |
| 1        | 1930       | Internationaux d'Italie, Rome     |                        | NC $           | Terre (ext.)   | Wilbur Coen Bill Tilden             | Umberto de Morpurgo Placido Gaslini | 6-0, 6-3, 6-3                |                |
| 2        | 1931       | Internationaux d'Italie, Rome     |                        | NC $           | Terre (ext.)   | Alberto Del Bono Patrick Hughes     | Henri Cochet André Merlin           | 3-6, 8-6, 4-6, 6-4, 6-3      |                |
| 3        | 1932       | Internationaux d'Italie, Rome     |                        | NC $           | Terre (ext.)   | Giorgio De Stefani Patrick Hughes   | Jacques J. Bonte André Merlin       | 6-2, 6-2, 6-4                |                |
| 4        | 1933       | Internationaux d'Italie, Rome     |                        | NC $           | Terre (ext.)   | Jean Lesueur André Martin-Legeay    | Giovanni Palmieri Emanuele Sartorio | 6-2, 6-4, 6-2                |                |
| 5        | 1934       | Internationaux d'Italie, Rome     |                        | NC $           | Terre (ext.)   | Giovanni Palmieri George Lyttleton  | Patrick Hughes Giorgio De Stefani   | 3-6, 6-4, 9-7, 0-6, 6-2      |                |
| 6        | 1935       | Internationaux d'Italie, Rome     |                        | NC $           | Terre (ext.)   | Jack Crawford Vivian McGrath        | Jean Borotra Jacques Brugnon        | 4-6, 4-6, 6-4, 6-2, 6-2      |                |
|          | 1936-1949  | Pas de tournoi                    | Pas de tournoi         | Pas de tournoi | Pas de tournoi | Pas de tournoi                      | Pas de tournoi                      | Pas de tournoi               | Pas de tournoi |
| 7        | 1950       | Internationaux d'Italie, Rome     |                        | NC $           | Terre (ext.)   | Bill Talbert Tony Trabert           | Budge Patty Bill Sidwell            | 6-3, 6-1, 4-6, ab.           |                |
| 8        | 1951       | Internationaux d'Italie, Rome     |                        | NC $           | Terre (ext.)   | Jaroslav Drobný Frank Sedgman       | Gianni Cucelli Marcello Del Bello   | 6-2, 7-9, 6-1, 6-3           |                |
| 9        | 1952       | Internationaux d'Italie, Rome     |                        | NC $           | Terre (ext.)   | Jaroslav Drobný Frank Sedgman       | Gianni Cucelli Marcello Del Bello   | 3-6, 7-5, 3-6, 6-3, 6-2      |                |
| 10       | 1953       | Internationaux d'Italie, Rome     |                        | NC $           | Terre (ext.)   | Lew Hoad Ken Rosewall               | Jaroslav Drobný Budge Patty         | 6-2, 6-4, 6-2                |                |
| 11       | 1954       | Internationaux d'Italie, Rome     |                        | NC $           | Terre (ext.)   | Jaroslav Drobný Enrique Morea       | Tony Trabert Vic Seixas             | 6-4, 0-6, 3-6, 6-3, 6-4      |                |
| 12       | 1955       | Internationaux d'Italie, Rome     |                        | NC $           | Terre (ext.)   | Arthur Larsen Enrique Morea         | Nicola Pietrangeli Orlando Sirola   | 6-1, 6-4, 4-6, 7-5           |                |
| 13       | 1956       | Internationaux d'Italie, Rome     |                        | NC $           | Terre (ext.)   | Jaroslav Drobný Lew Hoad            | Nicola Pietrangeli Orlando Sirola   | 11-9, 6-2, 6-3               |                |
| 14       | 1957       | Internationaux d'Italie, Rome     |                        | NC $           | Terre (ext.)   | Neale Fraser Lew Hoad               | Nicola Pietrangeli Orlando Sirola   | 6-1, 6-8, 6-0, 6-2           |                |
| 15       | 1958       | Internationaux d'Italie, Rome     |                        | NC $           | Terre (ext.)   | Antal Jancsó Kurt Nielsen           | Luis Ayala Don Candy                | 8-10, 6-3, 6-2, 1-6, 9-7     |                |
| 16       | 1959       | Internationaux d'Italie, Rome     |                        | NC $           | Terre (ext.)   | Roy Emerson Neale Fraser            | Nicola Pietrangeli Orlando Sirola   | 8-6, 6-4, 6-4                |                |
| 17       | 1960       | Internationaux d'Italie, Rome     |                        | NC $           | Terre (ext.)   | Nicola Pietrangeli Orlando Sirola   | Roy Emerson Neale Fraser            | 3-6, 7-5, 2-6, 11-11, ab.    |                |
| 18       | 1961       | Internationaux d'Italie, Rome     |                        | NC $           | Terre (ext.)   | Roy Emerson Neale Fraser            | Nicola Pietrangeli Orlando Sirola   | 6-2, 6-4, 11-9               |                |
| 19       | 1962       | Internationaux d'Italie, Rome     |                        | NC $           | Terre (ext.)   | Roy Emerson Neale Fraser            | Ken Fletcher John Newcombe          | 6-2, 6-4, 11-9               |                |
| 20       | 1963       | Internationaux d'Italie, Rome     |                        | NC $           | Terre (ext.)   | Neale Fraser Bob Hewitt             | Nicola Pietrangeli Orlando Sirola   | 6-3, 6-3, 6-1                |                |
| 21       | 1964       | Internationaux d'Italie, Rome     |                        | NC $           | Terre (ext.)   | Neale Fraser Bob Hewitt             | Tony Roche John Newcombe            | 7-5, 6-3, 3-6, 7-5           |                |
| 22       | 1965       | Internationaux d'Italie, Rome     |                        | NC $           | Terre (ext.)   | John Newcombe Tony Roche            | Ronald Barnes Thomaz Koch           | 1-6, 6-4, 2-6, 12-10, ab.    |                |
| 23       | 1966       | Internationaux d'Italie, Rome     |                        | NC $           | Terre (ext.)   | Roy Emerson Fred Stolle             | Nicola Pietrangeli Cliff Drysdale   | 6-4, 12-10, 6-3              |                |
| 24       | 1967       | Internationaux d'Italie, Rome     |                        | NC $           | Terre (ext.)   | Bob Hewitt Frew McMillan            | Bill Bowrey Owen Davidson           | 6-3, 2-6, 6-3, 9-7           |                |
| Ère Open |            |                                   |                        |                |                |                                     |                                     |                              |                |
| 25       | 1968       | Internationaux d'Italie, Rome     |                        | NC $           | Terre (ext.)   | Tom Okker Marty Riessen             | Allan Stone Nicky Kalogeropoulos    | 6-3, 6-4, 6-2                |                |
| 26       | 19-05-1969 | Italian Open, Rome                |                        | 14 900 $       | Terre (ext.)   | John Newcombe Tony Roche            | Tom Okker Marty Riessen             | 6-4, 1-6, ab.                |                |
| 27       | 18-05-1970 | Italian Open, Rome                | Championship Series    | 14 900 $       | Terre (ext.)   | Ilie Năstase Ion Țiriac             | Bill Bowrey Owen Davidson           | 0-6, 10-8, 6-3, 6-8, 6-1     |                |
| 28       | 10-05-1971 | Italian Open, Rome                | Championship Series    | 35 400 $       | Terre (ext.)   | John Newcombe Tony Roche            | Andrés Gimeno Roger Taylor          | 6-4, 6-4                     |                |
| 29       | 24-04-1972 | Italian Open, Rome                | Championship Series    | 56 000 $       | Terre (ext.)   | Ilie Năstase Ion Țiriac             | Lew Hoad Frew McMillan              | 3-6, 3-6, 6-4, 6-3, 5-3, ab. |                |
| 30       | 04-06-1973 | Italian Open, Rome                | Championship Series    | 101 600 $      | Terre (ext.)   | John Newcombe Tom Okker             | Ross Case Geoff Masters             | 6-2, 6-3, 6-4                |                |
| 31       | 27-05-1974 | Italian Open, Rome                | Championship Series    | 90 000 $       | Terre (ext.)   | Brian Gottfried Raúl Ramírez        | Juan Gisbert Ilie Năstase           | 6-3, 6-2, 6-3                |                |
| 32       | 26-05-1975 | Italian Open, Rome                | Championship Series    | 90 000 $       | Terre (ext.)   | Brian Gottfried Raúl Ramírez        | Jimmy Connors Ilie Năstase          | 6-4, 7-6, 2-6, 6-1           |                |
|          | 16-02-1976 | Rome WCT, Rome                    |                        | 60 000 $       | Terre (ext.)   | Robert Lutz Stan Smith              | Dick Crealy Frew McMillan           | 65-7, 6-3, 6-4               |                |
| 33       | 24-05-1976 | Italian Open, Rome                | Championship Series    | 131 500 $      | Terre (ext.)   | Brian Gottfried Raúl Ramírez        | Geoff Masters John Newcombe         | 7-6, 5-7, 6-3, 3-6, 6-3      |                |
| 34       | 16-05-1977 | Italian Open, Rome                | Championship Series    | 131 250 $      | Terre (ext.)   | Brian Gottfried Raúl Ramírez        | Fred McNair Sherwood Stewart        | 6-7, 7-6, 7-5                |                |
| 35       | 22-05-1978 | Italian Open, Rome                | Championship Series    | 148 640 $      | Terre (ext.)   | Víctor Pecci Belus Prajoux          | Jan Kodeš Tomáš Šmíd                | 6-7, 7-6, 6-1                |                |
| 36       | 21-05-1979 | Italian Open, Rome                | Championship Series    | 175 000 $      | Terre (ext.)   | Peter Fleming Tomáš Šmíd            | José Luis Clerc Ilie Năstase        | 4-6, 6-1, 7-5                |                |
| 37       | 19-05-1980 | Italian Open, Rome                | Championship Series    | 175 000 $      | Terre (ext.)   | Mark Edmondson Kim Warwick          | Balázs Taróczy Eliot Teltscher      | 7-6, 7-6                     |                |
| 38       | 18-05-1981 | Italian Open, Rome                | Championship Series    | 200 000 $      | Terre (ext.)   | Hans Gildemeister Andrés Gómez      | Bruce Manson Tomáš Šmíd             | 7-5, 6-2                     |                |
| 39       | 17-05-1982 | Italian Open, Rome                | Championship Series    | 300 000 $      | Terre (ext.)   | Heinz Günthardt Balázs Taróczy      | Wojtek Fibak John Fitzgerald        | 6-4, 4-6, 6-3                |                |
| 40       | 16-05-1983 | Italian Open, Rome                | Championship Series    | 300 000 $      | Terre (ext.)   | Francisco González Víctor Pecci     | Jan Gunnarsson Mike Leach           | 6-4, 6-2                     |                |
| 41       | 14-05-1984 | Italian Open, Rome                | Championship Series    | 300 000 $      | Terre (ext.)   | Ken Flach Robert Seguso             | John Alexander Mike Leach           | 3-6, 6-3, 6-4                |                |
| 42       | 13-05-1985 | Italian Open, Rome                | Championship Series    | 350 000 $      | Terre (ext.)   | Anders Järryd Mats Wilander         | Ken Flach Robert Seguso             | 4-6, 6-3, 6-2                |                |
| 43       | 12-05-1986 | Italian Open, Rome                | Championship Series    | 350 000 $      | Terre (ext.)   | Guy Forget Yannick Noah             | Mark Edmondson Sherwood Stewart     | 7-6, 6-2                     |                |
| 44       | 11-05-1987 | Italian Open, Rome                | Championship Series    | 400 000 $      | Terre (ext.)   | Guy Forget Yannick Noah             | Miloslav Mečíř Tomáš Šmíd           | 6-2, 6-7, 6-3                | Tableau        |
| 45       | 09-05-1988 | Italian Open, Rome                | Championship Series    | 595 000 $      | Terre (ext.)   | Jorge Lozano Todd Witsken           | Anders Järryd Tomáš Šmíd            | 6-3, 6-3                     |                |
| 46       | 15-05-1989 | Italian Open, Rome                | Championship Series    | 807 500 $      | Terre (ext.)   | Jim Courier Pete Sampras            | Danilo Marcelino Mauro Menezes      | 6-4, 6-3                     |                |
| 47       | 14-05-1990 | Italian Open, Rome                | Championship Series SW | 1 005 000 $    | Terre (ext.)   | Sergio Casal Emilio Sánchez         | Jim Courier Marty Davis             | 7-6, 7-5                     |                |
| 48       | 13-05-1991 | Italian Open, Rome                | Championship Series SW | 1 002 000 $    | Terre (ext.)   | Omar Camporese Goran Ivanišević     | Luke Jensen Laurie Warder           | 6-2, 6-3                     |                |
| 49       | 11-05-1992 | Italian Open, Rome                | Championship Series SW | 1 125 000 $    | Terre (ext.)   | Jakob Hlasek Marc Rosset            | Wayne Ferreira Mark Kratzmann       | 6-4, 3-6, 6-1                |                |
| 50       | 10-05-1993 | Italian Open, Rome                | Super 9                | 1 500 000 $    | Terre (ext.)   | Jacco Eltingh Paul Haarhuis         | Wayne Ferreira Mark Kratzmann       | 6-4, 7-6                     |                |
| 51       | 09-05-1994 | Italian Open, Rome                | Super 9                | 1 750 000 $    | Terre (ext.)   | Ievgueni Kafelnikov David Rikl      | Wayne Ferreira Javier Sánchez       | 6-1, 7-5                     |                |
| 52       | 15-05-1995 | Italian Open, Rome                | Super 9                | 1 750 000 $    | Terre (ext.)   | Cyril Suk Daniel Vacek              | Jan Apell Jonas Björkman            | 6-3, 6-4                     |                |
| 53       | 13-05-1996 | Italian Open, Rome                | Super 9                | 1 950 000 $    | Terre (ext.)   | Byron Black Grant Connell           | Libor Pimek Byron Talbot            | 6-2, 6-3                     |                |
| 54       | 12-05-1997 | Italian Open, Rome                | Super 9                | 2 050 000 $    | Terre (ext.)   | Mark Knowles Daniel Nestor          | Byron Black Alex O'Brien            | 6-3, 4-6, 7-5                |                |
| 55       | 11-05-1998 | Italian Open, Rome                | Super 9                | 2 200 000 $    | Terre (ext.)   | Mahesh Bhupathi Leander Paes        | Ellis Ferreira Rick Leach           | 6-4, 4-6, 7-6                | Tableau        |
| 56       | 10-05-1999 | Italian Open, Rome                | Super 9                | 2 200 000 $    | Terre (ext.)   | Ellis Ferreira Rick Leach           | David Adams John-Laffnie de Jager   | 6-7, 6-1, 6-2                | Tableau        |
| 57       | 08-05-2000 | Italian Open, Rome                | Masters Series         | 2 450 000 $    | Terre (ext.)   | Martin Damm Dominik Hrbatý          | Wayne Ferreira Ievgueni Kafelnikov  | 6-4, 4-6, 6-3                | Tableau        |
| 58       | 07-05-2001 | Tennis Masters Series Roma, Rome  | Masters Series         | 2 450 000 $    | Terre (ext.)   | Wayne Ferreira Ievgueni Kafelnikov  | Daniel Nestor Sandon Stolle         | 6-4, 7-66                    | Tableau        |
| 59       | 06-05-2002 | Tennis Masters Roma, Rome         | Masters Series         | 2 328 000 $    | Terre (ext.)   | Martin Damm Cyril Suk               | Wayne Black Kevin Ullyett           | 7-5, 7-5                     | Tableau        |
| 60       | 05-05-2003 | Telecom Italia Masters, Rome      | Masters Series         | 2 200 000 $    | Terre (ext.)   | Wayne Arthurs Paul Hanley           | Michaël Llodra Fabrice Santoro      | 6-1, 6-3                     | Tableau        |
| 61       | 03-05-2004 | Telecom Italia Masters, Rome      | Masters Series         | 2 200 000 $    | Terre (ext.)   | Mahesh Bhupathi Max Mirnyi          | Wayne Arthurs Paul Hanley           | 2-6, 6-3, 6-4                | Tableau        |
| 62       | 02-05-2005 | Telecom Italia Masters, Rome      | Masters Series         | 2 200 000 $    | Terre (ext.)   | Michaël Llodra Fabrice Santoro      | Bob Bryan Mike Bryan                | 6-4, 6-2                     | Tableau        |
| 63       | 08-05-2006 | Internazionali d'Italia, Rome     | Masters Series         | 2 200 000 $    | Terre (ext.)   | Mark Knowles Daniel Nestor          | Jonathan Erlich Andy Ram            | 6-4, 5-7, [13-11]            | Tableau        |
| 64       | 07-05-2007 | Internazionali BNL d'Italia, Rome | Masters Series         | 2 200 000 $    | Terre (ext.)   | Fabrice Santoro Nenad Zimonjić      | Bob Bryan Mike Bryan                | 6-4, 64-7, [10-7]            | Tableau        |
| 65       | 05-05-2008 | Internazionali BNL d'Italia, Rome | Masters Series         | 2 057 000 €    | Terre (ext.)   | Bob Bryan Mike Bryan                | Daniel Nestor Nenad Zimonjić        | 3-6, 6-4, [10-8]             | Tableau        |
| 66       | 27-04-2009 | Internazionali BNL d'Italia, Rome | Masters 1000           | 2 227 500 €    | Terre (ext.)   | Daniel Nestor Nenad Zimonjić        | Bob Bryan Mike Bryan                | 7-65, 6-3                    | Tableau        |
| 67       | 26-04-2010 | Internazionali BNL d'Italia, Rome | Masters 1000           | 2 227 500 €    | Terre (ext.)   | Bob Bryan Mike Bryan                | John Isner Sam Querrey              | 6-2, 6-3                     | Tableau        |
| 68       | 09-05-2011 | Internazionali BNL d'Italia, Rome | Masters 1000           | 2 227 500 €    | Terre (ext.)   | John Isner Sam Querrey              | Mardy Fish Andy Roddick             | Forfait                      | Tableau        |
| 69       | 14-05-2012 | Internazionali BNL d'Italia, Rome | Masters 1000           | 2 427 975 €    | Terre (ext.)   | Marcel Granollers Marc López        | Łukasz Kubot Janko Tipsarević       | 6-3, 6-2                     | Tableau        |
| 70       | 13-05-2013 | Internazionali BNL d'Italia, Rome | Masters 1000           | 2 646 495 €    | Terre (ext.)   | Bob Bryan Mike Bryan                | Mahesh Bhupathi Rohan Bopanna       | 6-2, 6-3                     | Tableau        |
| 71       | 12-05-2014 | Internazionali BNL d'Italia, Rome | Masters 1000           | 2 884 675 €    | Terre (ext.)   | Daniel Nestor Nenad Zimonjić        | Robin Haase Feliciano López         | 6-4, 7-62                    | Tableau        |
| 72       | 10-05-2015 | Internazionali BNL d'Italia, Rome | Masters 1000           | 3 288 530 €    | Terre (ext.)   | Pablo Cuevas David Marrero          | Marcel Granollers Marc López        | 6-4, 7-5                     | Tableau        |
| 73       | 09-05-2016 | Internazionali BNL d'Italia, Rome | Masters 1000           | 3 748 925 €    | Terre (ext.)   | Bob Bryan Mike Bryan                | Vasek Pospisil Jack Sock            | 2-6, 6-3, [10-7]             | Tableau        |
| 74       | 14-05-2017 | Internazionali BNL d'Italia, Rome | Masters 1000           | 4 273 775 €    | Terre (ext.)   | Pierre-Hugues Herbert Nicolas Mahut | Ivan Dodig Marcel Granollers        | 4-6, 6-4, [10-3]             | Tableau        |
| 75       | 13-05-2018 | Internazionali BNL d'Italia, Rome | Masters 1000           | 4 872 105 €    | Terre (ext.)   | Juan Sebastián Cabal Robert Farah   | Pablo Carreño Busta João Sousa      | 3-6, 6-4, [10-4]             | Tableau        |
| 76       | 12-05-2019 | Internazionali BNL d'Italia, Rome | Masters 1000           | 5 207 405 €    | Terre (ext.)   | Juan Sebastián Cabal Robert Farah   | Raven Klaasen Michael Venus         | 6-1, 6-3                     | Tableau        |
| 77       | 14-09-2020 | Internazionali BNL d'Italia, Rome | Masters 1000           | 3 465 045 €    | Terre (ext.)   | Marcel Granollers Horacio Zeballos  | Jérémy Chardy Fabrice Martin        | 6-4, 5-7, [10-8]             | Tableau        |
| 78       | 09-05-2021 | Internazionali BNL d'Italia, Rome | Masters 1000           | 2 082 960 €    | Terre (ext.)   | Nikola Mektić Mate Pavić            | Rajeev Ram Joe Salisbury            | 6-4, 7-64                    | Tableau        |
| 79       | 08-05-2022 | Internazionali BNL d'Italia, Rome | Masters 1000           | 5 415 410 €    | Terre (ext.)   | Nikola Mektić Mate Pavić            | John Isner Diego Schwartzman        | 6-2, 66-7, [12-10]           | Tableau        |
| 80       | 10-05-2023 | Internazionali BNL d'Italia, Rome | Masters 1000           | 7 705 780 €    | Terre (ext.)   | Hugo Nys Jan Zieliński              | Robin Haase Botic van de Zandschulp | 7-5, 6-1                     | Tableau        |
| 81       | 08-05-2024 | Internazionali BNL d'Italia, Rome | Masters 1000           | 7 877 020 €    | Terre (ext.)   | Marcel Granollers Horacio Zeballos  | Marcelo Arévalo Mate Pavić          | 6-2, 6-2                     | Tableau        |
| 82       | 07-05-2025 | Internazionali BNL d'Italia, Rome | Masters 1000           | 8 055 385 €    | Terre (ext.)   | Marcelo Arévalo Mate Pavić          | Sadio Doumbia Fabien Reboul         | 6-4, 66-7, [13-11]           | Tableau        |

## Palmarès dames

### Simple
| No       | Date       | Nom et lieu du tournoi            | Catégorie      | Dotation    | Surface      | Vainqueure          | Finaliste            | Score          |         |
| -------- | ---------- | --------------------------------- | -------------- | ----------- | ------------ | ------------------- | -------------------- | -------------- | ------- |
| 1        | 1930       | Internationaux d'Italie, Rome     |                | NC          | Terre (ext.) | Lilí Álvarez        | Lucia Valerio        | 3-6, 8-6, 6-0  |         |
| 2        | 1931       | Internationaux d'Italie, Rome     |                | NC          | Terre (ext.) | Lucia Valerio       | Dorothy Andrus       | 2-6, 6-2, 6-2  |         |
| 3        | 1932       | Internationaux d'Italie, Rome     |                | NC          | Terre (ext.) | Ida Adamoff         | Lucia Valerio        | 6-4, 7-5       |         |
| 4        | 1933       | Internationaux d'Italie, Rome     |                | NC          | Terre (ext.) | Elizabeth Ryan      | Ida Adamoff          | 6-1, 6-1       |         |
| 5        | 1934       | Internationaux d'Italie, Rome     |                | NC          | Terre (ext.) | Helen Jacobs        | Lucia Valerio        | 6-3, 6-0       |         |
| 6        | 15-04-1935 | Internationaux d'Italie, Rome     |                | NC          | Terre (ext.) | Hilde Sperling      | Lucia Valerio        | 6-4, 6-1       |         |
| 7        | 1950       | Internationaux d'Italie, Rome     |                | NC          | Terre (ext.) | Annelies Ullstein   | Joan Curry           | 6-4, 6-4       |         |
| 8        | 1951       | Internationaux d'Italie, Rome     |                | NC          | Terre (ext.) | Doris Hart          | Shirley Fry          | 6-3, 8-6       |         |
| 9        | 1952       | Internationaux d'Italie, Rome     |                | NC          | Terre (ext.) | Susan Partridge     | Pat Harrison         | 6-3, 7-5       |         |
| 10       | 04-05-1953 | Internationaux d'Italie, Rome     |                | NC          | Terre (ext.) | Doris Hart          | Maureen Connolly     | 4-6, 9-7, 6-3  |         |
| 11       | 1954       | Internationaux d'Italie, Rome     |                | NC          | Terre (ext.) | Maureen Connolly    | Pat Ward             | 6-3, 6-0       |         |
| 12       | 1955       | Internationaux d'Italie, Rome     |                | NC          | Terre (ext.) | Pat Ward            | Erika Obst           | 6-4, 6-3       |         |
| 13       | 29-04-1956 | Italian Championships, Rome       |                | NC          | Terre (ext.) | Althea Gibson       | Zsuzsa Körmöczy      | 6-3, 7-5       | Tableau |
| 14       | 1957       | Internationaux d'Italie, Rome     |                | NC          | Terre (ext.) | Shirley Bloomer     | Dorothy Knode        | 1-6, 9-7, 6-2  |         |
| 15       | 06-05-1958 | Italian Championships, Rome       |                | NC          | Terre (ext.) | Maria Bueno         | Lorraine Coghlan     | 3-6, 6-3, 6-3  | Tableau |
| 16       | 04-05-1959 | Italian Championships, Rome       |                | NC          | Terre (ext.) | Christine Truman    | Sandra Reynolds      | 6-0, 6-1       | Tableau |
| 17       | 1960       | Internationaux d'Italie, Rome     |                | NC          | Terre (ext.) | Zsuzsa Körmöczy     | Ann Haydon           | 6-4, 4-6, 6-1  |         |
| 18       | 07-05-1961 | Italian Championships, Turin      |                | NC          | Terre (ext.) | Maria Bueno         | Lesley Turner        | 6-4, 6-4       | Tableau |
| 19       | 07-05-1962 | Italian Championships, Rome       |                | NC          | Terre (ext.) | Margaret Smith      | Maria Bueno          | 8-6, 5-7, 6-4  | Tableau |
| 20       | 07-05-1963 | Italian Championships, Rome       |                | NC          | Terre (ext.) | Margaret Smith      | Lesley Turner        | 6-3, 6-4       | Tableau |
| 21       | 04-05-1964 | Italian Championships, Rome       |                | NC          | Terre (ext.) | Margaret Smith      | Lesley Turner        | 6-1, 6-1       | Tableau |
| 22       | 03-05-1965 | Italian Championships, Rome       |                | NC          | Terre (ext.) | Maria Bueno         | Nancy Richey         | 6-1, 1-6, 6-3  | Tableau |
| 23       | 1966       | Internationaux d'Italie, Rome     |                | NC          | Terre (ext.) | Ann Haydon-Jones    | Annette Van Zyl      | 8-6, 6-1       |         |
| 24       | 02-05-1967 | Italian Championships, Rome       |                | NC          | Terre (ext.) | Lesley Turner       | Maria Bueno          | 6-3, 6-3       | Tableau |
| Ère Open |            |                                   |                |             |              |                     |                      |                |         |
| 25       | 06-05-1968 | Italian Championships, Rome       |                | NC          | Terre (ext.) | Lesley Turner       | Margaret Smith Court | 2-6, 6-2, 6-3  | Tableau |
| 26       | 21-04-1969 | Italian Championships, Rome       |                | NC          | Terre (ext.) | Julie Heldman       | Kerry Melville       | 7-5, 6-3       | Tableau |
| 27       | 20-04-1970 | Italian Open, Rome                |                | NC          | Terre (ext.) | Billie Jean King    | Julie Heldman        | 6-1, 6-3       | Tableau |
| 28       | 03-05-1971 | Italian Open, Rome                |                | 41 300 $    | Terre (ext.) | Virginia Wade       | Helga Masthoff       | 6-4, 6-4       | Tableau |
| 29       | 24-04-1972 | Italian Open, Rome                |                | 70 800 $    | Terre (ext.) | Linda Tuero         | Olga Morozova        | 6-4, 6-3       | Tableau |
| 30       | 04-06-1973 | Italian Open, Rome                |                | NC          | Terre (ext.) | Evonne Goolagong    | Chris Evert          | 7-64, 6-0      | Tableau |
| 31       | 27-05-1974 | Italian Open Championships, Rome  |                | 134000 $    | Terre (ext.) | Chris Evert         | Martina Navrátilová  | 6-3, 6-3       | Tableau |
| 32       | 26-05-1975 | Italian Open Championships, Rome  |                | 30 000 $    | Terre (ext.) | Chris Evert         | Martina Navrátilová  | 6-1, 6-0       | Tableau |
| 33       | 23-05-1976 | Italian Open, Rome                |                | 30 000 $    | Terre (ext.) | Mima Jaušovec       | Lesley Hunt          | 6-1, 6-3       |         |
| 34       | 16-05-1977 | Italian Open, Rome                |                | 35 000 $    | Terre (ext.) | Janet Newberry      | Renáta Tomanová      | 6-3, 7-6       |         |
| 35       | 22-05-1978 | Italian Open, Rome                | Colgate Series | 35 000 $    | Terre (ext.) | Regina Maršíková    | Virginia Ruzici      | 7-5, 7-5       | Tableau |
| 36       | 07-05-1979 | Italian Open, Rome                | Colgate Series | 100 000 $   | Terre (ext.) | Tracy Austin        | Sylvia Hanika        | 6-4, 1-6, 6-3  | Tableau |
| 37       | 05-05-1980 | Italian Open, Pérouse             |                | 100 000 $   | Terre (ext.) | Chris Evert         | Virginia Ruzici      | 5-7, 6-2, 6-2  | Tableau |
| 38       | 04-05-1981 | Italian Open, Pérouse             |                | 100 000 $   | Terre (ext.) | Chris Evert         | Virginia Ruzici      | 6-1, 6-2       | Tableau |
| 39       | 03-05-1982 | Italian Open, Pérouse             | Series 3       | 100 000 $   | Terre (ext.) | Chris Evert         | Hana Mandlíková      | 6-0, 6-2       | Tableau |
| 40       | 02-05-1983 | Italian Open, Pérouse             |                | 150 000 $   | Terre (ext.) | Andrea Temesvári    | Bonnie Gadusek       | 6-1, 6-0       | Tableau |
| 41       | 21-05-1984 | Italian Open, Pérouse             |                | 150 000 $   | Terre (ext.) | Manuela Maleeva     | Chris Evert          | 6-3, 6-3       | Tableau |
| 42       | 29-04-1985 | Italian Open, Tarente             |                | 50 000 $    | Terre (ext.) | Raffaella Reggi     | Vicki Nelson         | 6-4, 6-4       | Tableau |
| 43       | 07-07-1986 | Ellesse Grand Prix, Pérouse       |                | 50 000 $    | Terre (ext.) | Nathalie Herreman   | Csilla Bartos        | 6-2, 6-4       | Tableau |
| 44       | 04-05-1987 | Italian Open, Rome                |                | 150 000 $   | Terre (ext.) | Steffi Graf         | Gabriela Sabatini    | 7-5, 4-6, 6-0  | Tableau |
| 45       | 02-05-1988 | Italian Open, Rome                | Tier IV        | 200 000 $   | Terre (ext.) | Gabriela Sabatini   | Helen Kelesi         | 6-1, 6-7, 6-1  | Tableau |
| 46       | 08-05-1989 | Italian Open, Rome                | Tier II        | 300 000 $   | Terre (ext.) | Gabriela Sabatini   | Arantxa Sánchez      | 6-2, 5-7, 6-4  | Tableau |
| 47       | 07-05-1990 | Peugeot Open Cup, Rome            | Tier I         | 500 000 $   | Terre (ext.) | Monica Seles        | Martina Navrátilová  | 6-1, 6-1       | Tableau |
| 48       | 06-05-1991 | Peugeot Italian Open, Rome        | Tier I         | 500 000 $   | Terre (ext.) | Gabriela Sabatini   | Monica Seles         | 6-3, 6-2       | Tableau |
| 49       | 04-05-1992 | Peugeot Italian Open, Rome        | Tier I         | 550 000 $   | Terre (ext.) | Gabriela Sabatini   | Monica Seles         | 7-5, 6-4       | Tableau |
| 50       | 03-05-1993 | Italian Open, Rome                | Tier I         | 750 000 $   | Terre (ext.) | Conchita Martínez   | Gabriela Sabatini    | 7-5, 6-1       | Tableau |
| 51       | 02-05-1994 | Italian Open, Rome                | Tier I         | 750 000 $   | Terre (ext.) | Conchita Martínez   | Martina Navrátilová  | 7-6, 6-4       | Tableau |
| 52       | 08-05-1995 | Italian Open, Rome                | Tier I         | 806 250 $   | Terre (ext.) | Conchita Martínez   | Arantxa Sánchez      | 6-3, 6-1       | Tableau |
| 53       | 06-05-1996 | Italian Open, Rome                | Tier I         | 926 250 $   | Terre (ext.) | Conchita Martínez   | Martina Hingis       | 6-2, 6-3       | Tableau |
| 54       | 05-05-1997 | Italian Open, Rome                | Tier I         | 926 250 $   | Terre (ext.) | Mary Pierce         | Conchita Martínez    | 6-4, 6-0       | Tableau |
| 55       | 04-05-1998 | Italian Open, Rome                | Tier I         | 926 250 $   | Terre (ext.) | Martina Hingis      | Venus Williams       | 6-3, 2-6, 6-3  | Tableau |
| 56       | 03-05-1999 | Italian Open, Rome                | Tier I         | 1 050 000 $ | Terre (ext.) | Venus Williams      | Mary Pierce          | 6-4, 6-2       | Tableau |
| 57       | 15-05-2000 | Italian Open, Rome                | Tier I         | 1 080 000 $ | Terre (ext.) | Monica Seles        | Amélie Mauresmo      | 6-2, 7-64      | Tableau |
| 58       | 14-05-2001 | Italian Open, Rome                | Tier I         | 1 200 000 $ | Terre (ext.) | Jelena Dokić        | Amélie Mauresmo      | 7-63, 6-1      | Tableau |
| 59       | 13-05-2002 | Italian Open, Rome                | Tier I         | 1 224 000 $ | Terre (ext.) | Serena Williams     | Justine Henin        | 7-66, 6-4      | Tableau |
| 60       | 12-05-2003 | Telecom Italia Masters, Rome      | Tier I         | 1 300 000 $ | Terre (ext.) | Kim Clijsters       | Amélie Mauresmo      | 3-6, 7-63, 6-0 | Tableau |
| 61       | 10-05-2004 | Telecom Italia Masters, Rome      | Tier I         | 1 300 000 $ | Terre (ext.) | Amélie Mauresmo     | Jennifer Capriati    | 3-6, 6-3, 7-66 | Tableau |
| 62       | 09-05-2005 | Telecom Italia Masters, Rome      | Tier I         | 1 300 000 $ | Terre (ext.) | Amélie Mauresmo     | Patty Schnyder       | 2-6, 6-3, 6-4  | Tableau |
| 63       | 15-05-2006 | Internazionali d'Italia, Rome     | Tier I         | 1 340 000 $ | Terre (ext.) | Martina Hingis      | Dinara Safina        | 6-2, 7-5       | Tableau |
| 64       | 14-05-2007 | Internazionali d'Italia, Rome     | Tier I         | 1 340 000 $ | Terre (ext.) | Jelena Janković     | Svetlana Kuznetsova  | 7-5, 6-1       | Tableau |
| 65       | 12-05-2008 | Internazionali BNL d'Italia, Rome | Tier I         | 1 340 000 $ | Terre (ext.) | Jelena Janković     | Alizé Cornet         | 6-2, 6-2       | Tableau |
| 66       | 04-05-2009 | Internazionali BNL d'Italia, Rome | Premier 5      | 2 000 000 $ | Terre (ext.) | Dinara Safina       | Svetlana Kuznetsova  | 6-3, 6-2       | Tableau |
| 67       | 03-05-2010 | Internazionali BNL d'Italia, Rome | Premier 5      | 2 000 000 $ | Terre (ext.) | María José Martínez | Jelena Janković      | 7-65, 7-5      | Tableau |
| 68       | 09-05-2011 | Internazionali BNL d'Italia, Rome | Premier 5      | 2 050 000 $ | Terre (ext.) | Maria Sharapova     | Samantha Stosur      | 6-2, 6-4       | Tableau |
| 69       | 14-05-2012 | Internazionali BNL d'Italia, Rome | Premier 5      | 2 168 400 $ | Terre (ext.) | Maria Sharapova     | Li Na                | 4-6, 6-4, 7-65 | Tableau |
| 70       | 13-05-2013 | Internazionali BNL d'Italia, Rome | Premier 5      | 2 369 000 $ | Terre (ext.) | Serena Williams     | Victoria Azarenka    | 6-1, 6-3       | Tableau |
| 71       | 12-05-2014 | Internazionali BNL d'Italia, Rome | Premier 5      | 2 628 800 $ | Terre (ext.) | Serena Williams     | Sara Errani          | 6-3, 6-0       | Tableau |
| 72       | 11-05-2015 | Internazionali BNL d'Italia, Rome | Premier 5      | 2 428 490 $ | Terre (ext.) | Maria Sharapova     | Carla Suárez Navarro | 4-6, 7-5, 6-1  | Tableau |
| 73       | 09-05-2016 | Internazionali BNL d'Italia, Rome | Premier 5      | 2 096 460 € | Terre (ext.) | Serena Williams     | Madison Keys         | 7-65, 6-3      | Tableau |
| 74       | 15-05-2017 | Internazionali BNL d'Italia, Rome | Premier 5      | 2 775 745 € | Terre (ext.) | Elina Svitolina     | Simona Halep         | 4-6, 7-5, 6-1  | Tableau |
| 75       | 14-05-2018 | Internazionali BNL d'Italia, Rome | Premier 5      | 3 050 970 € | Terre (ext.) | Elina Svitolina     | Simona Halep         | 6-0, 6-4       | Tableau |
| 76       | 13-05-2019 | Internazionali BNL d'Italia, Rome | Premier 5      | 3 151 788 € | Terre (ext.) | Karolína Plíšková   | Johanna Konta        | 6-3, 6-4       | Tableau |
| 77       | 14-09-2020 | Internazionali BNL d'Italia, Rome | Premier 5      | 2 098 290 € | Terre (ext.) | Simona Halep        | Karolína Plíšková    | 6-0, 2-1 ab.   | Tableau |
| 78       | 10-05-2021 | Internazionali BNL d'Italia, Rome | WTA 1000       | 2 549 105 € | Terre (ext.) | Iga Świątek         | Karolína Plíšková    | 6-0, 6-0       | Tableau |
| 79       | 09-05-2022 | Internazionali BNL d'Italia, Rome | WTA 1000       | 2 527 250 € | Terre (ext.) | Iga Świątek         | Ons Jabeur           | 6-2, 6-2       | Tableau |
| 80       | 09-05-2023 | Internazionali BNL d'Italia, Rome | WTA 1000       | 3 572 618 $ | Terre (ext.) | Elena Rybakina      | Anhelina Kalinina    | 6-4, 1-0 ab.   | Tableau |
| 81       | 07-05-2024 | Internazionali BNL d'Italia, Rome | WTA 1000       | 5 509 771 $ | Terre (ext.) | Iga Świątek         | Aryna Sabalenka      | 6-2, 6-3       | Tableau |
| 82       | 06-05-2025 | Internazionali BNL d'Italia, Rome | WTA 1000       | 6 009 593 € | Terre (ext.) | Jasmine Paolini     | Coco Gauff           | 6-4, 6-2       | Tableau |

### Double
| No       | Date       | Nom et lieu du tournoi           | Catégorie      | Dotation    | Surface      | Vainqueures                                   | Finalistes                                 | Score             |         |
| -------- | ---------- | -------------------------------- | -------------- | ----------- | ------------ | --------------------------------------------- | ------------------------------------------ | ----------------- | ------- |
| 1        | 1930       | Internationaux d'Italie Rome     |                | NC          | Terre (ext.) | Lilí Álvarez Lucia Valerio                    | Leyla Claude-Anet Arlette Neufeld          | 7-5, 6-7, 7-6     |         |
| 2        | 1931       | Internationaux d'Italie Rome     |                | NC          | Terre (ext.) | Anna Luzzatti Rosetta Gagliardi               | Dorothy Andrus Lucia Valerio               | 6-3, 1-6, 6-3     |         |
| 3        | 1932       | Internationaux d'Italie Rome     |                | NC          | Terre (ext.) | Lolette Payot Colette Rosambert               | Dorothy Andrus Lucia Valerio               | 7-5, 6-3          |         |
| 4        | 1933       | Internationaux d'Italie Rome     |                | NC          | Terre (ext.) | Ida Adamoff Dorothy Andrus                    | Elizabeth Ryan Lucia Valerio               | 6-3, 1-6, 6-4     |         |
| 5        | 1934       | Internationaux d'Italie Rome     |                | NC          | Terre (ext.) | Helen Jacobs Elizabeth Ryan                   | Ida Adamoff Dorothy Andrus                 | 7-5, 9-7          |         |
| 6        | 15-04-1935 | Internationaux d'Italie Rome     |                | NC          | Terre (ext.) | Evelyn Dearman Nancy Lyle                     | Cilly Aussem Elizabeth Ryan                | 6-2, 6-4          |         |
| 7        | 1950       | Internationaux d'Italie Rome     |                | NC          | Terre (ext.) | Jean Quertier Jean Bridger                    | Betty Hilton Kathleen Tuckey               | 1-6, 6-3, 6-2     |         |
| 8        | 1951       | Internationaux d'Italie Rome     |                | NC          | Terre (ext.) | Shirley Fry Doris Hart                        | Louise Brough Thelma Coyne Long            | 6-1, 7-5          |         |
| 9        | 1952       | Internationaux d'Italie Rome     |                | NC          | Terre (ext.) | W. Hopman Thelma Coyne Long                   | Nicla Migliori Vittoria Tonolli            | 6-2, 6-8, 6-1     |         |
| 10       | 04-05-1953 | Internationaux d'Italie Rome     |                | NC          | Terre (ext.) | Maureen Connolly Julia Sampson                | Shirley Fry Doris Hart                     | 6-8, 6-4, 6-4     |         |
| 11       | 1954       | Internationaux d'Italie Rome     |                | NC          | Terre (ext.) | Pat Ward Elaine Watson                        | Nelly Adamson Ginette Bucaille             | 3-6, 6-3, 6-4     |         |
| 12       | 1955       | Internationaux d'Italie Rome     |                | NC          | Terre (ext.) | Christiane Mercelis Pat Ward                  | Fay Muller Beryl Penrose                   | 6-4, 10-8         |         |
| 13       | 29-04-1956 | Italian Championships Rome       |                | NC          | Terre (ext.) | Mary Bevis Hawton Thelma Coyne Long           | Angela Buxton Darlene Hard                 | 6-4, 6-8, 9-7     | Tableau |
| 14       | 1957       | Internationaux d'Italie Rome     |                | NC          | Terre (ext.) | Mary Bevis Hawton Thelma Coyne Long           | Yola Ramírez Rosie Reyes                   | 6-1, 6-1          |         |
| 15       | 06-05-1958 | Italian Championships Rome       |                | NC          | Terre (ext.) | Shirley Bloomer Christine Truman              | Thelma Coyne Long Mary Bevis Hawton        | 6-3, 6-2          | Tableau |
| 16       | 04-05-1959 | Italian Championships Rome       |                | NC          | Terre (ext.) | Yola Ramírez Rosie Reyes                      | Maria Bueno Janet Hopps                    | 4-6, 6-4, 6-4     | Tableau |
| 17       | 1960       | Internationaux d'Italie Rome     |                | NC          | Terre (ext.) | Margaret Hellyer Yola Ramírez                 | Shirley Bloomer Ann Haydon                 | 6-4, 6-4          |         |
| 18       | 07-05-1961 | Italian Championships Turin      |                | NC          | Terre (ext.) | Lesley Turner Jan Lehane                      | Margaret Smith Mary Carter Reitano         | 2-6, 6-1, 6-1     | Tableau |
| 19       | 07-05-1962 | Italian Championships Rome       |                | NC          | Terre (ext.) | Maria Bueno Darlene Hard                      | Lea Pericoli Sylvana Lazzarino             | 6-4, 6-4          | Tableau |
| 20       | 07-05-1963 | Italian Championships Rome       |                | NC          | Terre (ext.) | Robyn Ebbern Margaret Smith                   | Sylvana Lazzarino Lea Pericoli             | 6-2, 6-3          | Tableau |
| 21       | 04-05-1964 | Italian Championships Rome       |                | NC          | Terre (ext.) | Margaret Smith Lesley Turner                  | Sylvana Lazzarino Lea Pericoli             | 6-1, 6-2          | Tableau |
| 22       | 03-05-1965 | Italian Championships Rome       |                | NC          | Terre (ext.) | Madonna Schacht Annette Van Zyl               | Sylvana Lazzarino Lea Pericoli             | 2-6, 6-2, 12-10   | Tableau |
| 23       | 1966       | Internationaux d'Italie Rome     |                | NC          | Terre (ext.) | Norma Baylon Annette Van Zyl                  | Ann Haydon-Jones Elizabeth Starkie         | 6-3, 1-6, 6-2     |         |
| 24       | 02-05-1967 | Italian Championships Rome       |                | NC          | Terre (ext.) | Rosie Casals Lesley Turner                    | Sylvana Lazzarino Lea Pericoli             | 7-5, 7-5          | Tableau |
| Ère Open |            |                                  |                |             |              |                                               |                                            |                   |         |
| 25       | 06-05-1968 | Italian Championships Rome       |                | NC          | Terre (ext.) | Margaret Smith Court Virginia Wade            | Annette Van Zyl Pat Walkden                | 6-2, 7-5          | Tableau |
| 26       | 21-04-1969 | Italian Championships Rome       |                | NC          | Terre (ext.) | Françoise Dürr Ann Haydon-Jones               | Rosie Casals Billie Jean King              | 6-3, 3-6, 6-2     | Tableau |
| 27       | 20-04-1970 | Italian Open Rome                |                | NC          | Terre (ext.) | Rosie Casals Billie Jean King                 | Françoise Dürr Virginia Wade               | 6-2, 3-6, 9-7     | Tableau |
| 28       | 03-05-1971 | Italian Open Rome                |                | 41 300 $    | Terre (ext.) | Helga Masthoff Virginia Wade                  | Lesley Turner Helen Gourlay                | 5-7, 6-2, 6-2     | Tableau |
| 29       | 24-04-1972 | Italian Open Rome                |                | 70 800 $    | Terre (ext.) | Lesley Hunt Olga Morozova                     | Gail Sherriff Rosalba Vido                 | 6-3, 6-4          | Tableau |
| 30       | 04-06-1973 | Italian Open Rome                |                | NC          | Terre (ext.) | Olga Morozova Virginia Wade                   | Martina Navrátilová Renáta Tomanová        | 3-6, 6-2, 7-5     | Tableau |
| 31       | 27-05-1974 | Italian Open Championships Rome  |                | 134000 $    | Terre (ext.) | Chris Evert Olga Morozova                     | Helga Masthoff Heide Schildknecht          | forfait           | Tableau |
| 32       | 26-05-1975 | Italian Open Championships Rome  |                | 30 000 $    | Terre (ext.) | Chris Evert Martina Navrátilová               | Sue Barker Glynis Coles                    | 6-1, 6-2          | Tableau |
| 33       | 23-05-1976 | Italian Open Rome                |                | 30 000 $    | Terre (ext.) | Linky Boshoff Ilana Kloss                     | Virginia Ruzici Mariana Simionescu         | 6-1, 6-2          |         |
| 34       | 16-05-1977 | Italian Open Rome                |                | 35 000 $    | Terre (ext.) | Brigitte Cuypers Marise Kruger                | Bunny Bruning Sharon Walsh                 | 3-6, 7-5, 6-2     |         |
| 35       | 22-05-1978 | Italian Open Rome                | Colgate Series | 35 000 $    | Terre (ext.) | Mima Jaušovec Virginia Ruzici                 | Florenta Mihai Betsy Nagelsen              | 6-2, 2-6, 7-5     | Tableau |
| 36       | 07-05-1979 | Italian Open Rome                | Colgate Series | 100 000 $   | Terre (ext.) | Betty Stöve Wendy Turnbull                    | Evonne Goolagong Kerry Reid                | 6-3, 6-4          | Tableau |
| 37       | 05-05-1980 | Italian Open Pérouse             |                | 100 000 $   | Terre (ext.) | Hana Mandlíková Renáta Tomanová               | Ivanna Madruga Adriana Villagrán           | 6-4, 6-4          | Tableau |
| 38       | 04-05-1981 | Italian Open Pérouse             |                | 100 000 $   | Terre (ext.) | Candy Reynolds Paula Smith                    | Chris Evert Virginia Ruzici                | 7-5, 6-1          | Tableau |
| 39       | 03-05-1982 | Italian Open Pérouse             | Series 3       | 100 000 $   | Terre (ext.) | Kathleen Horvath Yvonne Vermaak               | Billie Jean King Ilana Kloss               | 2-6, 6-4, 7-6     | Tableau |
| 40       | 02-05-1983 | Italian Open Pérouse             |                | 150 000 $   | Terre (ext.) | Virginia Ruzici Virginia Wade                 | Ivanna Madruga-Osses Catherine Tanvier     | 6-3, 2-6, 6-1     | Tableau |
| 41       | 21-05-1984 | Italian Open Pérouse             |                | 150 000 $   | Terre (ext.) | Iva Budařová Helena Suková                    | Kathleen Horvath Virginia Ruzici           | 7-6, 1-6, 6-4     | Tableau |
| 42       | 29-04-1985 | Italian Open Tarente             |                | 50 000 $    | Terre (ext.) | Sandra Cecchini Raffaella Reggi               | Patrizia Murgo Barbara Romano              | 1-6, 6-4, 6-3     | Tableau |
| 43       | 07-07-1986 | Ellesse Grand Prix Pérouse       |                | 50 000 $    | Terre (ext.) | Carin Bakkum Nicole Jagerman                  | Csilla Bartos Amy Holton                   | 6-4, 6-4          | Tableau |
| 44       | 04-05-1987 | Italian Open Rome                |                | 150 000 $   | Terre (ext.) | Martina Navrátilová Gabriela Sabatini         | Claudia Kohde-Kilsch Helena Suková         | 6-4, 6-1          | Tableau |
| 45       | 02-05-1988 | Italian Open Rome                | Tier IV        | 200 000 $   | Terre (ext.) | Jana Novotná Catherine Suire                  | Jenny Byrne Janine Thompson                | 6-3, 4-6, 7-5     | Tableau |
| 46       | 08-05-1989 | Italian Open Rome                | Tier II        | 300 000 $   | Terre (ext.) | Elizabeth Smylie Janine Thompson              | Manon Bollegraf Mercedes Paz               | 6-4, 6-3          | Tableau |
| 47       | 07-05-1990 | Peugeot Open Cup Rome            | Tier I         | 500 000 $   | Terre (ext.) | Helen Kelesi Monica Seles                     | Laura Garrone Laura Golarsa                | 6-3, 6-4          | Tableau |
| 48       | 06-05-1991 | Peugeot Italian Open Rome        | Tier I         | 500 000 $   | Terre (ext.) | Jennifer Capriati Monica Seles                | Nicole Provis Elna Reinach                 | 7-5, 6-2          | Tableau |
| 49       | 04-05-1992 | Peugeot Italian Open Rome        | Tier I         | 550 000 $   | Terre (ext.) | Monica Seles Helena Suková                    | Katerina Maleeva Barbara Rittner           | 6-1, 6-2          | Tableau |
| 50       | 03-05-1993 | Italian Open Rome                | Tier I         | 750 000 $   | Terre (ext.) | Jana Novotná Arantxa Sánchez                  | Mary Joe Fernández Zina Garrison           | 6-4, 6-2          | Tableau |
| 51       | 02-05-1994 | Italian Open Rome                | Tier I         | 750 000 $   | Terre (ext.) | Gigi Fernández Natasha Zvereva                | Gabriela Sabatini Brenda Schultz           | 6-1, 6-3          | Tableau |
| 52       | 08-05-1995 | Italian Open Rome                | Tier I         | 806 250 $   | Terre (ext.) | Gigi Fernández Natasha Zvereva                | Conchita Martínez Patricia Tarabini        | 3-6, 7-6, 6-4     | Tableau |
| 53       | 06-05-1996 | Italian Open Rome                | Tier I         | 926 250 $   | Terre (ext.) | Arantxa Sánchez Irina Spîrlea                 | Gigi Fernández Martina Hingis              | 6-4, 3-6, 6-3     | Tableau |
| 54       | 05-05-1997 | Italian Open Rome                | Tier I         | 926 250 $   | Terre (ext.) | Nicole Arendt Manon Bollegraf                 | Conchita Martínez Patricia Tarabini        | 6-2, 6-4          | Tableau |
| 55       | 04-05-1998 | Italian Open Rome                | Tier I         | 926 250 $   | Terre (ext.) | Virginia Ruano Pascual Paola Suárez           | Amanda Coetzer Arantxa Sánchez             | 7-6, 6-4          | Tableau |
| 56       | 03-05-1999 | Italian Open Rome                | Tier I         | 1 050 000 $ | Terre (ext.) | Martina Hingis Anna Kournikova                | Alexandra Fusai Nathalie Tauziat           | 6-2, 6-2          | Tableau |
| 57       | 15-05-2000 | Italian Open Rome                | Tier I         | 1 080 000 $ | Terre (ext.) | Lisa Raymond Rennae Stubbs                    | Arantxa Sánchez Magüi Serna                | 6-3, 4-6, 6-3     | Tableau |
| 58       | 14-05-2001 | Italian Open Rome                | Tier I         | 1 200 000 $ | Terre (ext.) | Cara Black Elena Likhovtseva                  | Paola Suárez Patricia Tarabini             | 6-1, 6-1          | Tableau |
| 59       | 13-05-2002 | Italian Open Rome                | Tier I         | 1 224 000 $ | Terre (ext.) | Virginia Ruano Pascual Paola Suárez           | Conchita Martínez Patricia Tarabini        | 6-3, 6-4          | Tableau |
| 60       | 12-05-2003 | Telecom Italia Masters Rome      | Tier I         | 1 300 000 $ | Terre (ext.) | Svetlana Kuznetsova Martina Navrátilová       | Jelena Dokić Nadia Petrova                 | 6-4, 5-7, 6-2     | Tableau |
| 61       | 10-05-2004 | Telecom Italia Masters Rome      | Tier I         | 1 300 000 $ | Terre (ext.) | Nadia Petrova Meghann Shaughnessy             | Virginia Ruano Pascual Paola Suárez        | 2-6, 6-3, 6-3     | Tableau |
| 62       | 09-05-2005 | Telecom Italia Masters Rome      | Tier I         | 1 300 000 $ | Terre (ext.) | Cara Black Liezel Huber                       | Maria Kirilenko Anabel Medina              | 6-0, 4-6, 6-1     | Tableau |
| 63       | 15-05-2006 | Internazionali d'Italia Rome     | Tier I         | 1 340 000 $ | Terre (ext.) | Daniela Hantuchová Ai Sugiyama                | Květa Peschke Francesca Schiavone          | 3-6, 6-3, 6-1     | Tableau |
| 64       | 14-05-2007 | Internazionali d'Italia Rome     | Tier I         | 1 340 000 $ | Terre (ext.) | Nathalie Dechy Mara Santangelo                | Tathiana Garbin Roberta Vinci              | 6-4, 6-1          | Tableau |
| 65       | 12-05-2008 | Internazionali BNL d'Italia Rome | Tier I         | 1 340 000 $ | Terre (ext.) | Chan Yung-jan Chuang Chia-jung                | Iveta Benešová Janette Husárová            | 7-65, 6-3         | Tableau |
| 66       | 04-05-2009 | Internazionali BNL d'Italia Rome | Premier 5      | 2 000 000 $ | Terre (ext.) | Hsieh Su-wei Peng Shuai                       | Daniela Hantuchová Ai Sugiyama             | 7-5, 7-65         | Tableau |
| 67       | 03-05-2010 | Internazionali BNL d'Italia Rome | Premier 5      | 2 000 000 $ | Terre (ext.) | Gisela Dulko Flavia Pennetta                  | Nuria Llagostera Vives María José Martínez | 6-4, 6-2          | Tableau |
| 68       | 09-05-2011 | Internazionali BNL d'Italia Rome | Premier 5      | 2 050 000 $ | Terre (ext.) | Peng Shuai Zheng Jie                          | Vania King Yaroslava Shvedova              | 6-2, 6-3          | Tableau |
| 69       | 14-05-2012 | Internazionali BNL d'Italia Rome | Premier 5      | 2 168 400 $ | Terre (ext.) | Sara Errani Roberta Vinci                     | Ekaterina Makarova Elena Vesnina           | 6-2, 7-5          | Tableau |
| 70       | 13-05-2013 | Internazionali BNL d'Italia Rome | Premier 5      | 2 369 000 $ | Terre (ext.) | Hsieh Su-wei Peng Shuai                       | Sara Errani Roberta Vinci                  | 4-6, 6-3, [10-8]  | Tableau |
| 71       | 12-05-2014 | Internazionali BNL d'Italia Rome | Premier 5      | 2 628 800 $ | Terre (ext.) | Květa Peschke Katarina Srebotnik              | Sara Errani Roberta Vinci                  | 4-0, ab.          | Tableau |
| 72       | 11-05-2015 | Internazionali BNL d'Italia Rome | Premier 5      | 2 428 490 $ | Terre (ext.) | Tímea Babos Kristina Mladenovic               | Martina Hingis Sania Mirza                 | 6-4, 6-3          | Tableau |
| 73       | 09-05-2016 | Internazionali BNL d'Italia Rome | Premier 5      | 2 096 460 $ | Terre (ext.) | Martina Hingis Sania Mirza                    | Ekaterina Makarova Elena Vesnina           | 6-1, 65-7, [10-3] | Tableau |
| 74       | 15-05-2017 | Internazionali BNL d'Italia Rome | Premier 5      | 2 775 745 $ | Terre (ext.) | Chan Yung-jan Martina Hingis                  | Ekaterina Makarova Elena Vesnina           | 7-5, 7-64         | Tableau |
| 75       | 14-05-2018 | Internazionali BNL d'Italia Rome | Premier 5      | 3 050 970 $ | Terre (ext.) | Ashleigh Barty Demi Schuurs                   | Andrea S. Hlaváčková Barbora Strýcová      | 6-3, 6-4          | Tableau |
| 76       | 13-05-2019 | Internazionali BNL d'Italia Rome | Premier 5      | 3 151 788 $ | Terre (ext.) | Victoria Azarenka Ashleigh Barty              | Anna-Lena Grönefeld Demi Schuurs           | 4-6, 6-0, [10-3]  | Tableau |
| 77       | 14-09-2020 | Internazionali BNL d'Italia Rome | Premier 5      | 2 098 290 € | Terre (ext.) | Hsieh Su-wei Barbora Strýcová                 | Anna-Lena Friedsam Raluca Olaru            | 6-2, 6-2          | Tableau |
| 78       | 10-05-2021 | Internazionali BNL d'Italia Rome | WTA 1000       | 2 549 105 € | Terre (ext.) | Sharon Fichman Giuliana Olmos                 | Kristina Mladenovic Markéta Vondroušová    | 4-6, 7-5, [10-5]  | Tableau |
| 79       | 09-05-2022 | Internazionali BNL d'Italia Rome | WTA 1000       | 2 527 250 € | Terre (ext.) | Veronika Kudermetova Anastasia Pavlyuchenkova | Gabriela Dabrowski Giuliana Olmos          | 1-6, 6-4, [10-7]  | Tableau |
| 80       | 09-05-2023 | Internazionali BNL d'Italia Rome | WTA 1000       | 3 572 618 $ | Terre (ext.) | Storm Hunter Elise Mertens                    | Coco Gauff Jessica Pegula                  | 6-4, 6-4          | Tableau |
| 81       | 07-05-2024 | Internazionali BNL d'Italia Rome | WTA 1000       | 5 509 771 $ | Terre (ext.) | Sara Errani Jasmine Paolini                   | Coco Gauff Erin Routliffe                  | 6-3, 4-6, [10-8]  | Tableau |
| 82       | 06-05-2025 | Internazionali BNL d'Italia Rome | WTA 1000       | 6 009 593 € | Terre (ext.) | Sara Errani Jasmine Paolini                   | Veronika Kudermetova Elise Mertens         | 6-4, 7-5          | Tableau |

## Palmarès mixte
| No       | Date       | Nom et lieu du tournoi       | Catégorie | Dotation | Surface      | Vainqueures                           | Finalistes                          | Score               |         |
| -------- | ---------- | ---------------------------- | --------- | -------- | ------------ | ------------------------------------- | ----------------------------------- | ------------------- | ------- |
| 1        | 1930       | Internationaux d'Italie Rome |           | NC       | Terre (ext.) | Lilí Álvarez Umberto de Morpurgo      | Lucia Valerio Patrick Hughes        | 4-6, 6-4, 6-2       |         |
| 2        | 1931       | Internationaux d'Italie Rome |           | NC       | Terre (ext.) | Lucia Valerio Patrick Hughes          | Dorothy Andrus Alberto Del Bono     | 6-0, 6-1            |         |
| 3        | 1932       | Internationaux d'Italie Rome |           | NC       | Terre (ext.) | Lolette Payot Jacques J. Bonte        | Dorothy Andrus Alberto Del Bono     | 6-1, 6-2            |         |
| 4        | 1933       | Internationaux d'Italie Rome |           | NC       | Terre (ext.) | Dorothy Andrus André Martin-Legeay    | Yvana Orlandini Emil Gábori         | 6-4, 6-3            |         |
| 5        | 1934       | Internationaux d'Italie Rome |           | NC       | Terre (ext.) | Elizabeth Ryan Henry Culley           | M. Rollin-Couquerque Franjo Punčec  | 6-1, 6-3            |         |
| 6        | 15-04-1935 | Internationaux d'Italie Rome |           | NC       | Terre (ext.) | Jadwiga Jędrzejowska Harry Hopman     | Evelyn Dearman Patrick Hughes       | 6-3, 1-6, 6-3       |         |
| 7        | 1950       | Internationaux d'Italie Rome |           | NC       | Terre (ext.) | Gussy Moran Adrian Quist              | Annelies Ullstein Gianni Cucelli    | 6-3, 1-1, ab.       |         |
| 8        | 1951       | Internationaux d'Italie Rome |           | NC       | Terre (ext.) | Shirley Fry Felicisimo Ampon          | Doris Hart Lennart Bergelin         | 8-6, 3-6, 6-4       |         |
| 9        | 1952       | Internationaux d'Italie Rome |           | NC       | Terre (ext.) | Arvilla McGuire Kurt Nielsen          | Maria-Josefa de Riba Eugenio Migone | 4-6, 6-3, 6-3       |         |
| 10       | 04-05-1953 | Internationaux d'Italie Rome |           | NC       | Terre (ext.) | Doris Hart Vic Seixas                 | Maureen Connolly Mervyn Rose        | 6-4, 6-4            |         |
| 11       | 1954       | Internationaux d'Italie Rome |           | NC       | Terre (ext.) | Maureen Connolly Vic Seixas           | Barbara Kimbrell Tony Trabert       | 3-6, 11-9, 3-3, ab. |         |
| 12       | 1955       | Internationaux d'Italie Rome |           | NC       | Terre (ext.) | Pat Ward Enrique Morea                | Beryl Penrose Mervyn Rose           | Forfait             |         |
| 13       | 29-04-1956 | Italian Championships Rome   |           | NC       | Terre (ext.) | Thelma Coyne Long Luis Ayala          | Shirley Bloomer Giorgo Fachini      | 6-4, 6-3            | Tableau |
| 14       | 1957       | Internationaux d'Italie Rome |           | NC       | Terre (ext.) | Thelma Coyne Long Luis Ayala          | Shirley Bloomer Robert Howe         | 6-1, 6-1            |         |
| 15       | 06-05-1958 | Italian Championships Rome   |           | NC       | Terre (ext.) | Shirley Bloomer Giorgo Fachini        | Thelma Coyne Long Luis Ayala        | 4-6, 6-2, 9-7       | Tableau |
| 16       | 04-05-1959 | Italian Championships Rome   |           | NC       | Terre (ext.) | Rosie Reyes Francisco Contreras       | Yola Ramírez William Knight         | 9-7, 6-1            | Tableau |
| 17       | 1960       | Internationaux d'Italie Rome |           | NC       | Terre (ext.) | NC                                    | NC                                  | Annulé              |         |
| 18       | 07-05-1961 | Italian Championships Turin  |           | NC       | Terre (ext.) | Margaret Smith Roy Emerson            | Jan Lehane Bob Hewitt               | 6-1, 6-1            | Tableau |
| 19       | 07-05-1962 | Italian Championships Rome   |           | NC       | Terre (ext.) | Lesley Turner Fred Stolle             | Madonna Schacht S. Davidson         | 6-4, 6-1            | Tableau |
| 20       | 07-05-1963 | Italian Championships Rome   |           | NC       | Terre (ext.) | NC                                    | NC                                  | Annulé              | Tableau |
| 21       | 04-05-1964 | Italian Championships Rome   |           | NC       | Terre (ext.) | Margaret Smith John Newcombe          | Maria Bueno Thomaz Koch             | 3-6, 7-5, 6-2       | Tableau |
| 22       | 03-05-1965 | Italian Championships Rome   |           | NC       | Terre (ext.) | Carmen Coronado José Edison Mandarino | Elena Subirats Vicente Zarazua      | 6-1, 6-1            | Tableau |
| 23       | 1966       | Internationaux d'Italie Rome |           | NC       | Terre (ext.) | NC                                    | NC                                  | Annulé              |         |
| 24       | 02-05-1967 | Italian Championships Rome   |           | NC       | Terre (ext.) | Lesley Turner Bill Bowrey             | Françoise Dürr Frew McMillan        | 6-2, 7-5            | Tableau |
| Ère Open |            |                              |           |          |              |                                       |                                     |                     |         |
| 25       | 06-05-1968 | Italian Championships Rome   |           | NC       | Terre (ext.) | Margaret Smith Court Marty Riessen    | Virginia Wade Tom Okker             | 8-6, 6-3            | Tableau |